# 小褄取り
小褄取り（こづまとり）とは、相撲の決まり手のひとつである。相手の重心を崩して体を泳がせ、流れた足首の正面を掴み、引き上げて倒す技。2000年12月に追加された技の一つである。
幕内では2000年に決まり手として制定されて以降4度記録されており、2001年3月場所初日で千代天山が雅山に、2007年1月場所14日目で安馬が豊ノ島に、2010年3月場所9日目で白馬が高見盛に、2015年1月場所5日目で鏡桜が阿夢露に、それぞれ決めている。また、十両でもこれまでに3度記録されており、2007年1月場所9日目で豪栄道が光法に、2008年3月場所13日目で白馬が北太樹に、2018年5月場所中日で照強が千代ノ皇に、それぞれ決めている。